# نورمان مارشال
نورمان مارشال (27 فبراير 1924 - 11 أغسطس 2007) (بالإنجليزية: Norman Marshall)‏ هو لاعب كريكت باربادوسي. شارك مع منتخب الهند الغربية للكريكت.

## وصلات خارجية
- نورمان مارشال على موقع إي آس بي آن كريك إنفو (الإنجليزية)